# Lauterbachiella pteridis
Lauterbachiella pteridis är en svampart som beskrevs av Henn. 1898. Lauterbachiella pteridis ingår i släktet Lauterbachiella och familjen Parmulariaceae.   Inga underarter finns listade i Catalogue of Life.